# Iwan Bieniediktow
Iwan Aleksandrowicz Bieniediktow (ros. Ива́н Алекса́ндрович Бенеди́ктов; ur. 23 mar.?/5 kwietnia 1902 w guberni kostromskiej, zm. 28 lipca 1983 w Moskwie) – radziecki polityk, dyplomata, ludowy komisarz rolnictwa ZSRR (1938–1943), minister rolnictwa ZSRR (1946–1947 i 1953–1955), minister gospodarki rolnej ZSRR (1947–1953), minister sowchozów ZSRR (1955-1957).

## Życiorys
W 1920–1923 słuchacz fakultetu robotniczego (rabfaku) w Moskwie, 1923–1927 studiował w Moskiewskiej Akademii Gospodarki Rolnej, po czym został agronomem i zastępcą szefa biura Ludowego Komisariatu Rolnictwa Uzbeckiej SRR. W 1928–1930 zastępca przewodniczącego Kołchozcentra Uzbeckiej SRR, 1930–1931 służył w Armii Czerwonej jako politruk, w 1931-1932 zastępca dyrektora, a 1932–1936 dyrektor trustu sowchozów obwodu moskiewskiego. Od 1930 członek partii komunistycznej. W 1936–1937 pracownik naukowy Kołchozowego Instytutu Naukowo-Badawczego, od sierpnia 1937 do 21 kwietnia 1938 ludowy komisarz sowchozów Rosyjskiej FSRR, równocześnie od 5 marca do 21 kwietnia 1938 zastępca przewodniczącego Rady Komisarzy Ludowych Rosyjskiej FSRR. Od 15 listopada 1938 do 11 grudnia 1943 ludowy komisarz rolnictwa ZSRR, od 21 marca 1939 do 20 lutego 1941 członek KC WKP(b), następnie od 20 lutego 1941 do 5 października 1952 zastępca członka KC WKP(b). Od 11 grudnia 1943 do 19 marca 1946 I zastępca ludowego komisarza/ministra rolnictwa ZSRR, a od 19 marca 1946 do 4 lutego 1947 minister rolnictwa ZSRR. Od 4 lutego 1947 do 15 marca 1953 minister gospodarki rolnej ZSRR, od 14 października 1952 do 30 marca 1971 członek KC KPZR. Od 29 kwietnia do 1 września 1953 ambasador nadzwyczajny i pełnomocny ZSRR w Indiach, od 25 listopada 1953 do 2 marca 1955 ponownie minister rolnictwa ZSRR. Od 2 marca 1955 do 30 maja 1957 minister sowchozów ZSRR, równocześnie od 25 grudnia 1956 do 10 maja 1957 zastępca przewodniczącego Państwowej Komisji Gospodarczej Rady Ministrów ZSRR ds. bieżącego planowania gospodarki ludowej ZSRR. Od 7 czerwca 1957 do 16 kwietnia 1959 minister gospodarki Rosyjskiej FSRR, od 24 kwietnia 1959 do 12 kwietnia 1967 ponownie ambasador nadzwyczajny i pełnomocny ZSRR w Indiach, zorganizował m.in. oficjalną wizytę Chruszczowa w Indiach (1960), oficjalną wizytę Jawaharlala Nehru i Indiry Gandhi w ZSRR (1961), wizytę Jurija Gagarina w Indiach (1961) i oficjalną wizytę Breżniewa w Indiach (1961). Od 12 kwietnia 1967 do 19 stycznia 1971 ambasador nadzwyczajny i pełnomocny ZSRR w Jugosławii, od lipca 1971 na emeryturze.
Deputowany do Rady Najwyższej ZSRR 2, 4 i 5 kadencji, delegat na XIX (1952), XX (1956), XXII (1961) i XXIII (1966) Zjazd KPZR.
Pochowany na cmentarzu Nowodziewiczym.

## Odznaczenia
- Order Lenina (czterokrotnie)
- Order Rewolucji Październikowej
- Order Czerwonego Sztandaru Pracy (trzykrotnie)
- Order Przyjaźni Narodów